# География Эфиопии

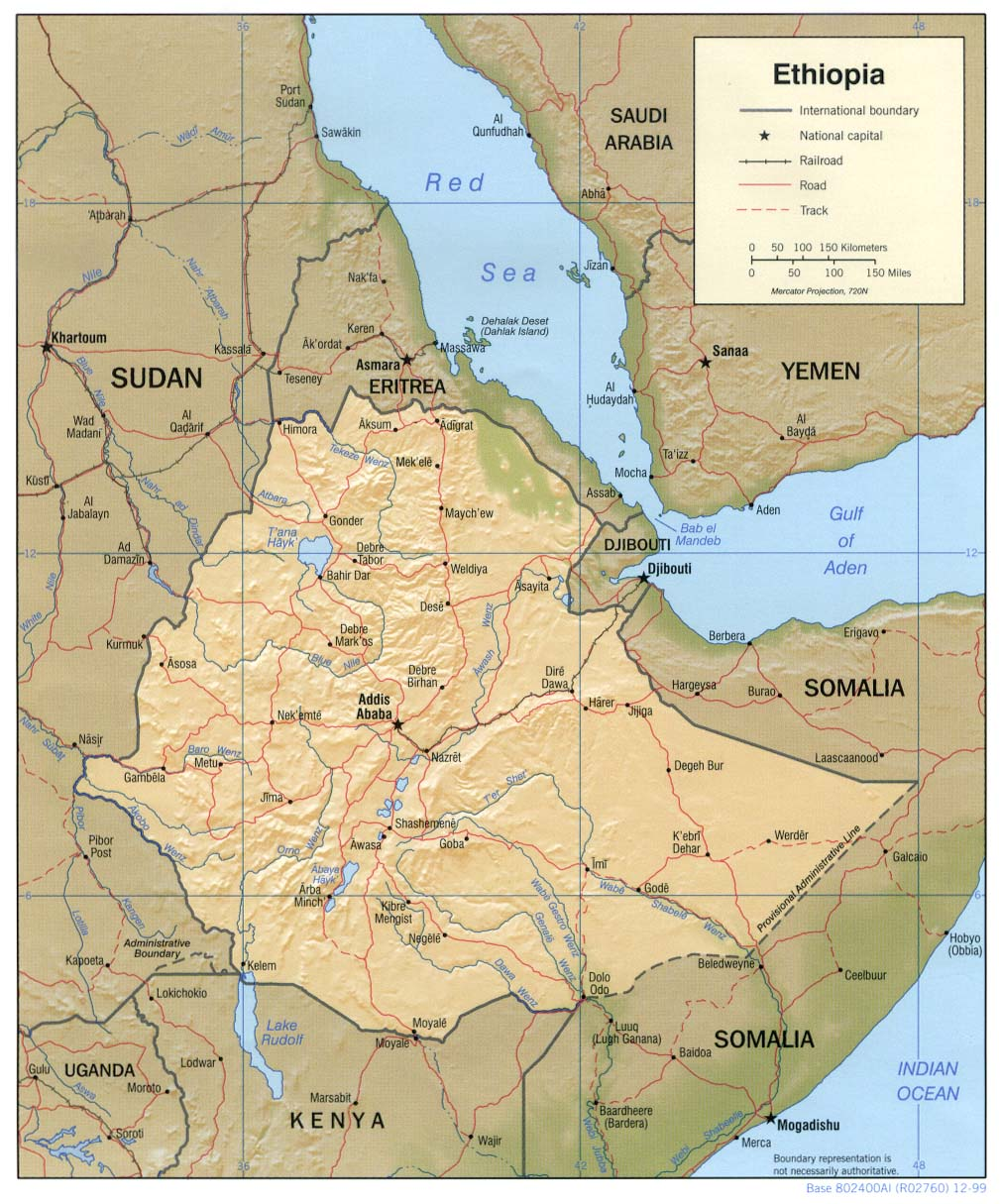
Карта Эфиопии

Эфиопия расположена в Восточной Африке.
Площадь 1,12 млн. км² (1 127 127 км²). Высшая точка — гора Рас-Дашен (Ras Dashen Terara) 4.620 м.
Протяженность границ: Джибути — 337 км, Эритрея — 912 км, Кения — 830 км, Сомали — 1.626 км, Южный Судан — 883 км, Судан — 723 км.

## Рельеф
Эфиопия — самая высокогорная страна африканского континента. Значительную часть её территории занимает Эфиопское нагорье, простирающееся с севера на юг Эфиопии. Самая высокая часть нагорья — северная. Здесь расположены наивысшие точки страны — Рас-Дашен (4620 м) и Тало (4413 м). На востоке нагорье резко обрывается во впадину Афар — одну из самых низких точек Африки.
Западная часть Эфиопского нагорья имеет более пологий рельеф и опускается к западу, к суданской границе, небольшими ступенями.
Равнины также занимают значительную часть территории Эфиопии. Самая крупная находится на востоке страны. Местами она переходит в плато высотой более 1000 м. Это одна из самых засушливых частей Эфиопии. 
Также небольшие равнины, зажатые между горными хребтами. расположены на севере и западе страны.

## Климат
Вся территория Эфиопии расположена в субэкваториальном и экваториальном климатических поясах. Но тот факт, что большая часть страны расположена на Эфиопском нагорье, объясняет более мягкий и влажный климат Эфиопии. Температура здесь круглый год +25…+30°С, выпадает достаточное количество осадков.
Полную противоположность представляют восточные регионы Эфиопии — здесь жаркий и сухой пустынный климат. Вообще, для Эфиопии не характерны перепады температур в течение года. Зато существенна разница между ночными и дневными температурами: она составляет около 15 градусов.
Климат Эфиопии в значительной степени зависит от высоты над уровнем моря. В тропической зоне, расположенной ниже 1830 м над уровнем моря, среднегодовая температура составляет около 27°С, а среднегодовая норма осадков — около 510 мм. В субтропической зоне (1830–2440 м над уровнем моря) среднегодовая температура — около 22°С, а норма осадков — от 510 до 1530 мм. Выше 2440 м над уровнем моря лежит зона умеренного климата со среднегодовой температурой около 16°С и средней нормой осадков от 1270 до 1780 мм.
Сезон дождей обычно продолжается с середины июня по сентябрь, иногда в феврале или марте бывает короткий сезон дождей. Обычно же в Эфиопии практически нет дня, когда не светит солнце, и один из туристических девизов звучит так: «Эфиопия — страна 13 месяцев солнца» (по эфиопскому календарю год разбит на 13 месяцев).

## Водные ресурсы
Большая часть рек запада Эфиопии относится к бассейну Нила. Крупнейшая среди них — Аббай, или Голубой Нил. Здесь же расположено крупнейшее озеро Эфиопии — Тана.
На востоке реки менее полноводны, что связано с более засушливым климатом. Крупнейшая река — Джубба.
Для Эфиопии характерно наличие небольших озёр в Великой рифтовой зоне.